# (5050) Doctorwatson
(5050) Doctorwatson (1983 RD2) – planetoida z grupy pasa głównego asteroid okrążająca Słońce w ciągu 3,72 lat w średniej odległości 2,4 j.a. Odkryta 14 września 1983 roku.